# بازگشت به خانه (رمان)
بازگشت به خانه (انگلیسی: Homegoing) عنوان کتابی است از یا جسی نویسنده اهل ایالات متحده که در سال ۲۰۱۶ به چاپ رسید و برندهٔ جایزه ملی حلقه منتقدان کتاب شده‌است.

## ترجمه فارسی
این کتاب در ایران تحت عنوان «خانه روان» توسط محمد حکمت ترجمه و توسط نشر نون چاپ شده‌است